# Csaba
Csaba est un prénom hongrois masculin.

## Mythologie magyare
- Csaba : personnage légendaire fils d'Attila, le roi des Huns.

## Personnalités portant ce prénom
- Pour l'ensemble des articles sur les personnes portant ce prénom, consulter :
  - la liste des articles dont le titre commence par ce prénom
  - les listes produites par Wikidata : Liste des personnes de prénom « Csaba » — même liste en incluant les éventuels prénoms composés qui contiennent « Csaba ».